# Aggripa Matshameko
Aggripa Matshameko, född 25 maj 1970, är en friidrottare från Botswana. Han deltog vid olympiska sommarspelen 1996 och olympiska sommarspelen 2000.